# 9-й гвардейский танковый корпус
9-й гвардейский танковый корпус — оперативное войсковое объединение в составе Рабоче-крестьянской Красной Армии СССР.

## История
Приказом НКО № 0376с от 20 ноября 1944 года 3-й танковый корпус был преобразован в 9-й гвардейский танковый корпус.
По окончании Великой Отечественной войны корпус входит в состав Группы советских оккупационных войск в Германии. В июле 1945 года 9-й гвардейский танковый корпус был преобразован в 9-ю гвардейскую танковую дивизию. В 1965 году дивизия переименована в 16-ю гвардейскую танковую дивизию. Дивизия находилась в составе 2-й гвардейской танковой армии до самого вывода советских войск из ГДР. 16-я гв. танковая дивизия в 03.1997 свёрнута в 5967-ю гв. БХВТ.

### В составе действующей армии
- с 20 ноября 1944 по 9 мая 1945 года

## Полное название
9-й гвардейский танковый Уманский ордена Ленина Краснознамённый, ордена Суворова корпус

## Командование корпуса

### Командиры корпуса
- генерал-майор танковых войск Веденеев, Николай Денисович (с 14.07.1944 до конца войны)

### Начальники штаба корпуса
- полковник Швецов, Константин Иванович (с февраля 1944 года)

### Начальники политотдела
он же заместитель командира по политической части
- полковник Плотников, Иван Николаевич (с 18.07.1944)

### Начальник инженерной службы
- инженер-майор Замчалов, Пётр Иванович

## Состав
- Управление корпуса
- 47-я гвардейская танковая Уманско-Померанская ордена Ленина Краснознамённая орденов Суворова, Кутузова, Богдана Хмельницкого бригада (бывшая 51-я)
- 50-я гвардейская танковая Уманско-Померанская ордена Ленина Краснознамённая орденов Суворова, Кутузова и Богдана Хмельницкого бригада (бывшая 50-я)
- 65-я гвардейская танковая Севско-Померанская ордена Ленина дважды Краснознамённая орденов Суворова, Кутузова и Богдана Хмельницкого бригада (бывшая 103-я)
- 33-я гвардейская мотострелковая Уманско-Берлинская Краснознамённая орденов Суворова, Кутузова и Богдана Хмельницкого бригада (бывшая 57-я)
- 6-й отдельный гвардейский танковый Варшавско-Демблинский Краснознамённый ордена Александра Невского полк
- 341-й гвардейский тяжёлый самоходно-артиллерийский Варшавский Краснознамённый ордена Александра Невского полк (бывший 1828-й сап)
- 369-й гвардейский самоходно-артиллерийский Люблинско-Померанский Краснознамённый ордена Кутузова полк (бывший 1107-й сап)
- 386-й гвардейский самоходно-артиллерийский Люблинский орденов Кутузова и Александра Невского полк (бывший 1219-й сап)
- 1643-й лёгкий артиллерийский Сарненский Краснознамённый ордена Кутузова полк
- 234-й гвардейский миномётный Варшавский ордена Александра Невского полк
- 66-й гвардейский зенитный артиллерийский Люблинский орденов Кутузова и Александра Невского полк
- 126-й отдельный гвардейский миномётный Варшавский орденов Богдана Хмельницкого и Александра Невского дивизион
- 17-й отдельный гвардейский мотоциклетный Померанский Краснознамённый батальон (бывший 74-й)

Части корпусного подчинения:
- 185-й отдельный гвардейский Варшавский[2] ордена Красной Звезды[3] батальон связи
- 135-й отдельный гвардейский сапёрный Люблинский[4] Краснознамённый[5] батальон
- 3-я отдельная автотранспортная рота подвоза ГСМ, 20 апреля 1945 года преобразована в 813-ю отдельную автотранспортную роту подвоза ГСМ
- 97-я полевая танкоремонтная база
- 106-я полевая авторемонтная база
- 8-е авиационное звено связи
- 18-й полевой автохлебозавод
- 2081-я военно-почтовая станция

16-я гвардейская танковая Уманьская ордена Ленина, Краснознамённая, ордена Суворова дивизия, Нойштрелиц, войсковая часть полевая почта 58800
- Управление дивизии (7 БТР-80, 8 БТР-60, 1 ПРП-3, 1 Р-145БМ, 1 Р-156 БТР)
- 60-й мотострелковый Краснознамённый, ордена Богдана Хмельницкого полк[6][7] (Равенсбрюк)

31 Т-80, 99 БМП-2, 44 БМП-1, 7 БРМ-1К, 18 2С1 «Гвоздика», 18 2С12 «Сани», 7 МТ-ЛБ, 6 МТ-12, 9 9П148 «Конкурс»
- 723-й гвардейский мотострелковый Краснознамённый, ордена Суворова полк[8] (Ратенов)

31 Т-80, 99 БМП-2, 42 БМП-1, 7 БРМ-1К, 2 БТР-70, 2 БТР-60, 18 2С1 «Гвоздика», 18 2С12 «Сани», 7 МТ-ЛБ
- 47-й гвардейский танковый Уманьско-Померанский ордена Ленина, Краснознамённый, орденов Суворова, Кутузова и Богдана Хмельницкого полк[9] (Нойштрелиц)

94 Т-80, 21 БМП-2, 35 БМП-1, 4 БРМ-1К, 18 2С1 «Гвоздика»
- 65-й гвардейский танковый Севско-Померанский ордена Ленина, дважды Краснознамённый, орденов Суворова, Кутузова и Богдана Хмельницкого полк[9] (Нойштрелиц)

94 Т-80, 21 БМП-2, 36 БМП-1, 4 БРМ-1К, 2 БТР-70, 18 2С1 «Гвоздика»
- 724-й гвардейский самоходный артиллерийский Варшавский ордена Александра Невского полк[10] (Нойштрелиц)

54 2СЗ «Акация», 18 БМ-21 «Град», 5 ПРП-3, 1 Р-145БМ, 1 Р-156БТР
- 66-й гвардейский зенитный ракетный Люблинский орденов Кутузова и Александра Невского полк (Нойштрелиц)
- 17-й отдельный батальон разведки и радиоэлектронной борьбы (Нойштрелиц) (16 БМП-2, 7 БРМ-1К, 1 Р-156 БТР, 2 Р-145БМ)
- 185-й отдельный батальон связи (Нойштрелиц) (10 Р-145БМ)
- 135-й отдельный инженерно-саперный батальон (Нойштрелиц) (1 ИМР-2)
- 541-й отдельный батальон химической защиты
- 1075-й отдельный батальон материального обеспечения
- 59-й отдельный ремонтно-восстановительный батальон
- 192-й отдельный медико-санитарный батальон

Итого: 250 танков Т-80, 442 БМП (256 БМП-2, 157 БМП-1, 29 БРМ-1К), 26 БТР (7 БТР-80, 4 БТР-70, 15 БТР-60), 126 САУ (72 2С1, 54 2С3), 36 миномётов 2С12, 18 РСЗО «Град».

## Награды и почётные наименования
| Награда (наименование)           | Дата награждения                                                                                   | За что получена |
| -------------------------------- | -------------------------------------------------------------------------------------------------- | --- |
| Почётное наименование «Уманский» | 19 марта 1944 года                                                                                 | Почетное наименование присвоено в ознаменование одержанной победы и за отличие в боях по прорыву обороны противника на уманском направлении и освобождение города Умань. Приказ Верховного Главнокомандующего от 19 марта 1944 года № 061(наименование передано от 3-го танкового корпуса).           |
| Орден Суворова II степени        | 19 марта 1944 год                                                                                  | За образцовое выполнение заданий командования в боях с немецкими захватчиками за освобождение крупного железнодорожного узла и города Вапнярка и проявленные при этом доблесть и мужество. Указ Президиума Верховного Совета СССР от 19 марта 1944 года (награда передана от 3-го танкового корпуса). |
| Орден Красного Знамени           | 9 августа 1944 года                                                                                | За образцовое выполнение боевых заданий командования на фронте борьбы с немецкими захватчиками, за овладение городом Люблин и проявленные при этом доблесть и мужество. Указ Президиума Верховного Совета СССР от 9 августа 1944 года(награда передана от 3-го танкового корпуса).                    |
| Почётное звание «Гвардейский»    | почетное звание присвоено приказом Народного комиссара обороны СССР № 0376с от 20 ноября 1944 года | при преобразовании. |
| Орден Ленина                     | 5 апреля 1945 года                                                                                 | За образцовое выполнение заданий командования в боях немецкими захватчиками при овладении городами Хоэнзальца (Иновроцлав), Александров, Аргенау, Лабишин и проявленные при этом доблесть и мужество. Указ Президиума Верховного Совета СССР от 5 апреля 1945 года.                                   |

(Танковый фронт 1939—1945)

## Отличившиеся воины
Герои Советского Союза.
Управление корпуса:
- Веденеев, Николай Денисович, гвардии генерал-майор танковых войск, командир корпуса.
- Замчалов, Пётр Иванович, гвардии майор-инженер, корпусной инженер.

66 гвардейский зенитный артиллерийский Люблинский орденов Кутузова и Александра Невского полк:
- Пешаков, Александр Степанович, гвардии полковник, командир полка.

369 гвардейский самоходный артиллерийский Люблинско-Померанский Краснознаменный ордена Кутузова полк:
- Астафьев, Иван Михеевич, гвардии старший сержант, механик-водитель. Погиб в бою 5 марта 1945 года.
- Гуренко, Дмитрий Григорьевич, гвардии майор, командир полка.
- Пиявчик, Иван Павлович, гвардии капитан, командир батареи самоходных артиллерийских установок.
- Проскуряков, Иван Герасимович, гвардии лейтенант, командир взвода автоматчиков.

386 гвардейский самоходный артиллерийский Люблинский орденов Кутузова и Александра Невского полк:
- Амзин, Константин Михайлович, гвардии сержант, командир пулемётного расчёта. Звание присвоено посмертно.
- Артемьев, Фёдор Андреевич, гвардии капитан, командир батареи.

Герои Советского Союза 47 гв.тбр, 50 гв.тбр, 65 гв. тбр и 33 гв. мсбр корпуса указаны в статьях Википедии об этих частях.
 Кавалеры ордена Славы 3-х степеней.
- Лебедев, Анатолий Георгиевич, гвардии старший сержант, командир отделения роты автоматчиков 369 гвардейского самоходного артиллерийского полка.
- Лискин, Алексей Максимович, гвардии старшина, сапёр-разведчик 135 отдельного гвардейского сапёрного батальона.
- Новосельцев, Михаил Григорьевич, сержант, наводчик орудия 1184 истребительно-противотанкового артиллерийского полка 20 отдельной истребительно-противотанковой артиллерийской бригады резерва Верховного Главного командования.